# Cho Dong-geon
Cho Dong-geon (16 de abril de 1986) é um futebolista profissional coreano que atua como atacante.

## Carreira
Cho Dong-geon começou a carreira no Seongnam Ilhwa Chunma.

## Títulos
Seongnam Ilhwa Chunma
- AFC Champions League: 2010[1]
- K-League Cup: 2011